# Papilio albinus
Papilio albinus là một loài bướm thuộc họ Bướm phượng (Papilionidae). 
Loài Papilio albinus được mô tả năm 1865 bởi Wallace. Loài bướm Papilio albinus sinh sống ở .

## Hình ảnh

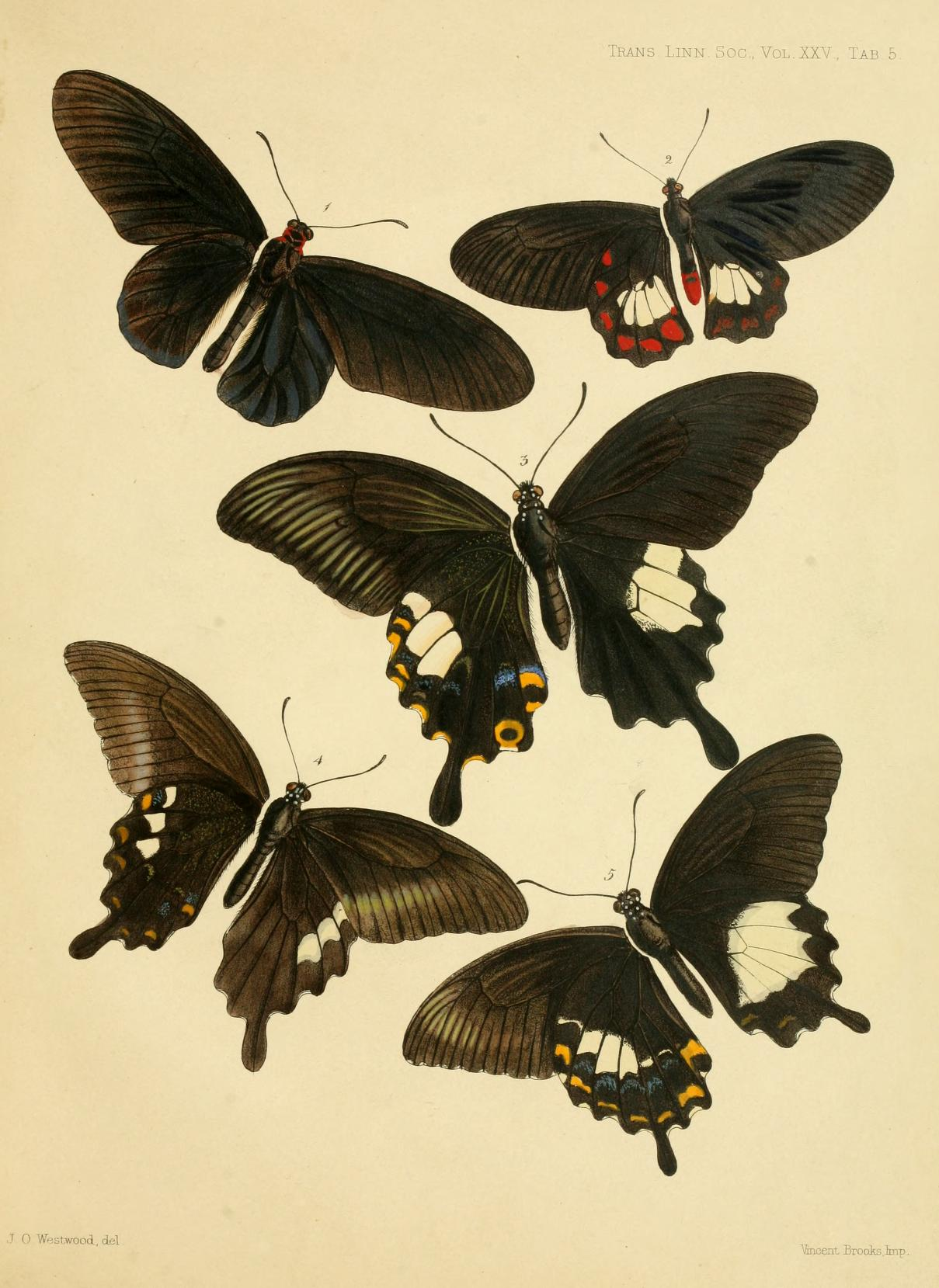
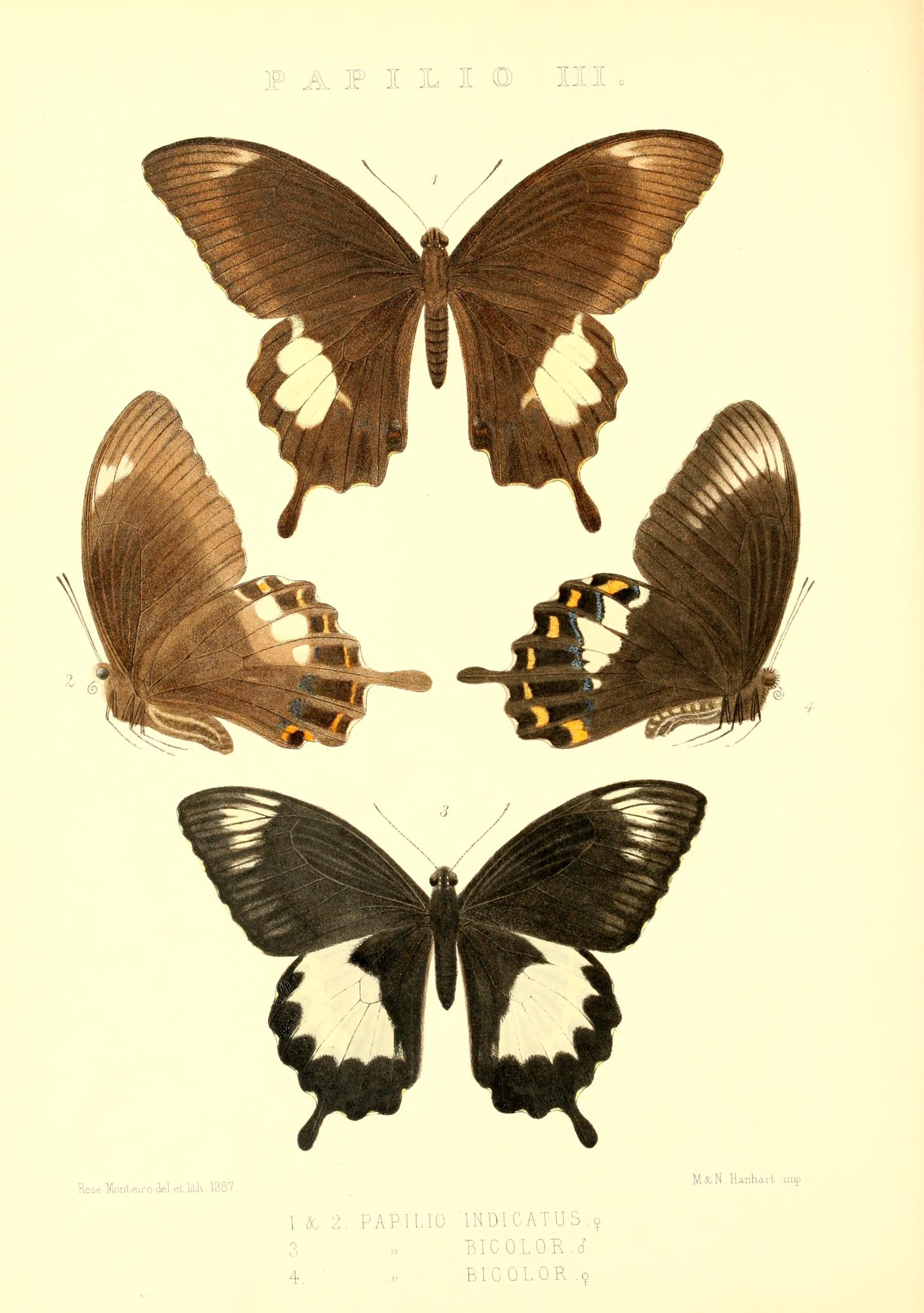